# Франц Антон фон Тун унд Гогенштайн
Франц Антон фон Тун унд Гогенштайн (нім. Franz Anton Fürst von Thun und Hohenstein; *2 вересня 1847, Дечин, Австрійська імперія — †1 листопада 1916, Дечин, Австро-Угорщина) — австро-угорський державний діяч, міністр-президент Цислейтанії в 1898–1899. Князь (1911).

## Походження та сім'я
Народився в Течені (нині — Дечин в Чехії). Франц Антон — друга дитина Фридріка фон Тун унд Гогенштайна (1810–1881) і графині Леопольдіни фон Ламберг, баронеси фон Штайн унд Гуттенберг (1825–1902). Навчався на юридичному факультеті Віденського університету. Служив в армії драгуном.
18 травня 1874 в Празі одружився з Анною Марією Вільгельміною Леопольдіною Євгенією, княжною цу Шварценберг (1854–1898), дружина померла 24 грудня 1898 бездітною. 21 січня 1901 поєднався другим шлюбом також в Празі з Ернестіною Габріелою, графинею фон Тун унд Гогенштайн (1858–1948). У шлюбі народилася дочка Анна-Марія.

## Політик
У 1879 обраний до Палати депутатів Рейхсрата, входив до групи консервативних великих землевласників. У 1881 успадкував від батька місце в Палаті панів. З 1883 по 1889 і з 1901 по 1911 був депутатом Ландтагу Богемії.
5 березня 1889 призначений штатгальтером Богемії. Основне завдання, покладене на нову земельну адміністрацію, полягало в примиренні між німецьким і чеським населенням. Проводив політику зрівняння в правах представників обох громад. Практично відразу Франц зіткнувся з опором одночасно німецьких націоналістів, які побоювалися ослаблення своїх позицій в Чехії і младочехів, метою яких було досягнення національної автономії. Запропонований план примирення прийнятий не був. У 1893 в Празі спалахнули хвилювання, які Франц був змушений придушити збройною силою. Була розкрита таємна організація чеських анархо-синдикалістів «Омладіна», над членами якої в 1893–1894 відбувся суд. Після перемоги на виборах у Ландтаг 1895 младочехів, в лютому 1896 Тун унд Гогенштайн покинув пост штатгальтера. Був призначений обергофмейстером ерцгерцога Франца Фердинанда, проте в силу взаємної антипатії ця робота тривала лише кілька місяців.

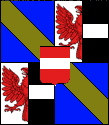
Родовий герб

7 березня 1898 призначений міністр-президентом Цислейтанії, одночасно зайняв пост міністра внутрішніх справ. На пост міністра фінансів був запрошений один з лідерів младочехів Йозеф Кайцль. Уряд відразу ж виявився в центрі конфлікту навколо мовного законодавства. У політичних колах відбувалася боротьба за прийняття внесеного Казимиром Феліксом Бадені Закону про мови (Sprachenverordnung), який зобов'язував державних службовців в землях зі змішаним німецько-слов'янським населенням (перш за все — в Богемії) володіти обома мовами. Прагнучи не допустити набрання чинності закону, німецькі депутати заблокували роботу парламент. Чехи, своєю чергою, не чинили уряду достатньої підтримки. У жовтні 1899 Тун унд Гогеншайн подав у відставку.
У 1911 знову призначений штатгальтером Богемії, 19 липня того ж року удостоєний князівського чину. Покинув посаду в березні 1915. 1 листопада 1916 помер в замку Течен.